# Wing Motors Corporation
Wing Motors Corporation war ein US-amerikanischer Hersteller von Automobilen.

## Unternehmensgeschichte
Das Unternehmen wurde 1922 in Binghamton im US-Bundesstaat New York gegründet. Konstrukteur war Earl G. Gunn, der vorher für Packard tätig war. Im gleichen Jahr begann die Produktion von Automobilen. Der Markenname lautete Wing. Noch 1922 endete die Produktion. Insgesamt entstanden nur wenige Fahrzeuge.

## Fahrzeuge
Im Angebot stand nur ein Modell. Es hatte einen zugekauften Sechszylindermotor von der Continental Motors Company, der mit 55 PS Leistung angegeben war. Eine Besonderheit stellte die Vorderradaufhängung dar. Das Fahrgestell hatte 295 cm Radstand. Der Aufbau war ein offener Tourenwagen mit fünf Sitzen. Der Neupreis betrug 1800 US-Dollar.